# سرفيل بولانديري
سرفيل بولانديري (الاسم العلمي:Osmorhiza bolanderi) هو نوع من النباتات يتبع جنس السرفيل المروح من الفصيلة الخيمية.